# Vlastimil Brodský
Vlastimil Brodský (ur. 15 grudnia 1920 w Hruszowie k. Ostrawy, zm. 20 kwietnia 2002 w Slunečnej) – czeski aktor. Wystąpił w ponad 90 filmach. W 1975 nagrodzony Srebrnym Niedźwiedziem za rolę w filmie Jakub kłamca.

## Życie prywatne
Przez 16 lat Vlastimil związany był z aktorką Janą Brejchovą, z którą ma córkę Terezę. Ma także syna z poprzedniego związku. 20 kwietnia 2002 Vlastimil Brodský popełnił samobójstwo.
W 2001 został odznaczony Medalem Za zasługi II stopnia.

## Wybrana filmografia
- Svět patří nám (1937)
- Kawiarnia przy głównej ulicy (1953)
- Tajemnica krwi (1953)
- Nocne spotkania (1954)
- Psiogłowcy (1955)
- Proszę ostrzej! (1956)
- Wrześniowe noce (1957)
- Trzy życzenia (1958)
- Tęsknota (1958)
- Gdzie diabeł nie może (1959)
- Co tydzień niedziela (1959)
- Turysta (1961)
- Transport z raju (1962)
- Gdy przychodzi kot (1963)
- Pociągi pod specjalnym nadzorem (1966)
- Kapryśne lato (1968)
- Wszyscy dobrzy rodacy (1968)
- Skowronki na uwięzi (1969)
- Światowcy (1969)
- Piekielny miesiąc miodowy (1970)
- Śmierć czarnego króla (1971)
- Akcja Bororo (1973)
- Noc na Karlsztejnie (1974)
- Czy pasujemy do siebie, kochanie (1974)
- Tak zaczyna się miłość (1975)
- Jakub kłamca (1975)
- Smrt na černo (1976)
- Niech żyją duchy (1977)
- Jutro wstanę rano i oparzę się herbatą (1977)
- Arabela (1978–1980), serial telewizyjny – Król Hiacynt
- Tajemnica zamku w Karpatach (1981)
- Goście (1983), serial telewizyjny
- Sławne historie zbójeckie (1985), serial telewizyjny
- Błazen i królowa (1987)
- Król piękna (1990)
- Powrót Arabeli (1990–1993), serial telewizyjny
- Powrót utraconego raju (1999)
- Babie lato (2001)